# Вільямсбург (Вірджинія)
Вільямсбург (англ. Williamsburg) — незалежне місто в США,  в штаті Вірджинія. Населення — 15 425 осіб (2020).

## Географія
Вільямсбург розташований за координатами 37°16′9″ пн. ш. 76°42′24″ зх. д. / 37.26917° пн. ш. 76.70667° зх. д. ( 37.269293, -76.706717).  За даними Бюро перепису населення США в 2010 році місто мало площу 23,78 км², з яких 23,37 км² — суходіл та 0,42 км² — водойми.

### Клімат
Місто знаходиться у зоні, котра характеризується вологим субтропічним кліматом. Найтепліший місяць — липень із середньою температурою 25 °C (77 °F). Найхолодніший місяць — січень, із середньою температурою 3.3 °С (38 °F).
| Клімат Вільямсбурга     | Клімат Вільямсбурга | Клімат Вільямсбурга | Клімат Вільямсбурга | Клімат Вільямсбурга | Клімат Вільямсбурга | Клімат Вільямсбурга | Клімат Вільямсбурга | Клімат Вільямсбурга | Клімат Вільямсбурга | Клімат Вільямсбурга | Клімат Вільямсбурга | Клімат Вільямсбурга | Клімат Вільямсбурга |
| Показник                | Січ.                | Лют.                | Бер.                | Квіт.               | Трав.               | Черв.               | Лип.                | Серп.               | Вер.                | Жовт.               | Лист.               | Груд.               | Рік                 |
| Абсолютний максимум, °C | 22                  | 24                  | 28                  | 32                  | 33                  | 37                  | 35                  | 34                  | 35                  | 30                  | 26                  | 22                  | 37                  |
| Середній максимум, °C   | 8                   | 9                   | 14                  | 18                  | 25                  | 28                  | 29                  | 29                  | 25                  | 21                  | 16                  | 8                   | 19                  |
| Середня температура, °C | 3                   | 4                   | 9                   | 13                  | 20                  | 23                  | 25                  | 24                  | 20                  | 15                  | 11                  | 4                   | 14                  |
| Середній мінімум, °C    | −1                  | 0                   | 4                   | 8                   | 15                  | 18                  | 21                  | 20                  | 16                  | 10                  | 6                   | 0                   | 10                  |
| Абсолютний мінімум, °C  | −12                 | −11                 | −5                  | −1                  | 4                   | 9                   | 14                  | 11                  | 6                   | 0                   | −3                  | −10                 | −12                 |
| Норма опадів, мм        | 80                  | 100                 | 90                  | 70                  | 80                  | 110                 | 130                 | 60                  | 100                 | 70                  | 70                  | 80                  | 1080                |
| Днів з дощем            | 6                   | 8                   | 8                   | 6                   | 6                   | 7                   | 7                   | 6                   | 3                   | 4                   | 4                   | 6                   | 75                  |
| Вологість повітря, %    | 68                  | 67                  | 63                  | 60                  | 65                  | 71                  | 74                  | 73                  | 75                  | 70                  | 68                  | 67                  | 68                  |
| ----------------------- | ------------------- | ------------------- | ------------------- | ------------------- | ------------------- | ------------------- | ------------------- | ------------------- | ------------------- | ------------------- | ------------------- | ------------------- | ------------------- |
| Джерело: Weatherbase    |                     |                     |                     |                     |                     |                     |                     |                     |                     |                     |                     |                     |                     |

## Демографія
Згідно з переписом 2010 року, у місті мешкало 14 068 осіб у 4571 домогосподарстві у складі 2252 родин. Густота населення становила 591 особа/км².  Було 5176 помешкань (218/км²). 
Расовий склад населення:
| - 74,0 % — білих - 14,0 % — чорних або афроамериканців - 5,7 % — азіатів - 0,3 % — корінних американців - 2,5 % — осіб інших рас |

До двох чи більше рас належало 3,5 %. Іспаномовні складали 6,7 % від усіх жителів.
За віковим діапазоном населення розподілялося таким чином: 10,0 % — особи молодші 18 років, 76,6 % — особи у віці 18—64 років, 13,4 % — особи у віці 65 років та старші. Медіана віку мешканця становила 23,8 року. На 100 осіб жіночої статі у місті припадало 89,0 чоловіків;  на 100 жінок у віці від 18 років та старших — 87,6 чоловіків також старших 18 років.
Середній дохід на одне домашнє господарство  становив 72 362 долари США (медіана — 48 639), а середній дохід на одну сім'ю — 104 112 долари (медіана — 74 858). Медіана доходів становила 46 547 доларів для чоловіків та 34 977 доларів для жінок. За межею бідності перебувало 22,4 % осіб, у тому числі 20,3 % дітей у віці до 18 років та 6,9 % осіб у віці 65 років та старших.
Цивільне працевлаштоване населення становило 5953 особи. Основні галузі зайнятості: освіта, охорона здоров'я та соціальна допомога — 36,5 %, мистецтво, розваги та відпочинок — 20,9 %, роздрібна торгівля — 9,4 %, науковці, спеціалісти, менеджери — 8,3 %.

## Відомі особистості
В поселенні народився:
- Джон Блер (1732—1800) — американський політик, правник.